# Diphyus tricolor
Diphyus tricolor är en stekelart som först beskrevs av Kim 1955.  Diphyus tricolor ingår i släktet Diphyus och familjen brokparasitsteklar. Inga underarter finns listade i Catalogue of Life.